# Kurtziella newcombei
Kurtziella newcombei är en snäckart som först beskrevs av Dall 1919.  Kurtziella newcombei ingår i släktet Kurtziella och familjen kägelsnäckor. Inga underarter finns listade i Catalogue of Life.